# 忖度服从
忖度服从（德語：Vorauseilender Gehorsam），描写的是人在群体交流过程中，在对同伴或上司的可能態度进行推测后，自愿采取的行为，用来显示对同伴和上司的服从。这种服从不来源于外界社会压力，而来源于本人对外界压力的预期和测算。    